# Волошин, Иван Митрофанович
Ива́н Митрофа́нович Воло́шин (укр. Іван Митрофанович Волошин; умер 10 января 1954 года) — украинский советский государственный и политический деятель. Председатель Исполнительного комитета Харьковского областного совета. С 1921 года член РКП(б). Депутат Верховного Совета СССР 3 созыва.

## Биография
С 1921 года член РКП(б).
С 1941 года заведующий Харьковским областным земельным отделом.
С 1944 года по 1952 год председатель Исполнительного комитета Харьковского областного Совета.
С 28 января 1949 года кандидат в члены ЦК КП(б) — КП Украины.
С 1950 года  депутат верховного совета СССР 3 созыва.
10 января 1954 года умер после долгой тяжёлой болезни.

## Награды
28 августа 1944 года Иван Волошин награждён орденом Ленина за достижения в деле восстановления народного хозяйства города Харькова и Харьковской области, разрушенного немецкими захватчиками. В 1948 г. повторно удостоен ордена Ленина..